# Finitisme
Le finitisme est une philosophie des mathématiques qui ne prend en considération que les objets mathématiques finis. On peut faire la comparaison avec la philosophie des mathématiques traditionnelle où les objets mathématiques infinis (par exemple, ensembles infinis) sont aussi légitimes que les autres.

## Aperçu
L'idée principale des mathématiques finitistes est le fait de ne pas accepter l'existence d'objets infinis, tels que des ensembles infinis. Bien que tous les entiers naturels soient acceptés comme existants, l'ensemble de tous les entiers naturels n'est pas considéré comme objet mathématique. Par conséquent, la quantification sur des domaines infinis n'est pas considérée comme significative. La théorie mathématique souvent associée au finitisme est l'arithmétique récursive primitive de Thoralf Skolem.

## Histoire
L'introduction d'objets mathématiques infinis est un développement qui a eu lieu il y a déjà quelques siècles. L'utilisation des objets infinis a été un sujet controversé parmi les mathématiciens. Ce problème s'est vu renouvelé lorsque Georg Cantor, à partir de 1874, a introduit ce que l'on appelle la théorie naïve des ensembles, et l'a utilisée comme base pour son travail sur les nombres transfinis. Lorsque des paradoxes comme le paradoxe de Russell, le paradoxe de Berry et le paradoxe de Burali-Forti ont été découverts dans la théorie naïve des ensembles de Cantor, la question est devenue un sujet d'actualité parmi les mathématiciens.
Les mathématiciens ont pris diverses positions. Tous étaient d'accord sur des objets mathématiques finis tels que des entiers naturels. Cependant, il y avait des désaccords concernant l’existence d'objets mathématiques infinis. Une position sur ce point était celle des mathématiques intuitionnistes, avec comme précurseur L. E. J. Brouwer, qui ont rejeté l'existence d'objets infinis à moins qu'ils soient construits.
Dans les années suivant les théorèmes de Gödel, puisqu'il est devenu certain qu'il n'y a aucun espoir de prouver la cohérence des mathématiques, et avec le développement de théories des ensembles telles que la théorie des ensembles de Zermelo-Fraenkel et l'absence de preuve contre sa cohérence, la plupart des mathématiciens se sont désintéressés du problème. La plupart des mathématiciens classiques sont considérés comme platonistes et croient en l'existence d'objets mathématiques infinis.

## Regards concernant les objets mathématiques infinis
Leopold Kronecker est resté un opposant à la théorie des ensembles de Cantor:

« Dieu a créé les nombres naturels, tout le reste est l'œuvre de l'homme,. »

Reuben Goodstein est un autre partisan du finitisme.
Bien qu'il l'ait nié, une grande partie de l'œuvre de Ludwig Wittgenstein sur les mathématiques a une forte affinité avec le finitisme.
Si les finitistes sont contrastés avec les transfinitistes (partisans de, par exemple, la hiérarchie des infinis de Georg Cantor), alors Aristote peut être caractérisé comme un finitiste strict. Aristote promettait surtout l'infinité potentielle comme une option entre le finitisme strict et l'infini actuel.